# Rekingen
Rekingen là một đô thị ở huyện Zurzach, bang Aargau, Thụy Sĩ.

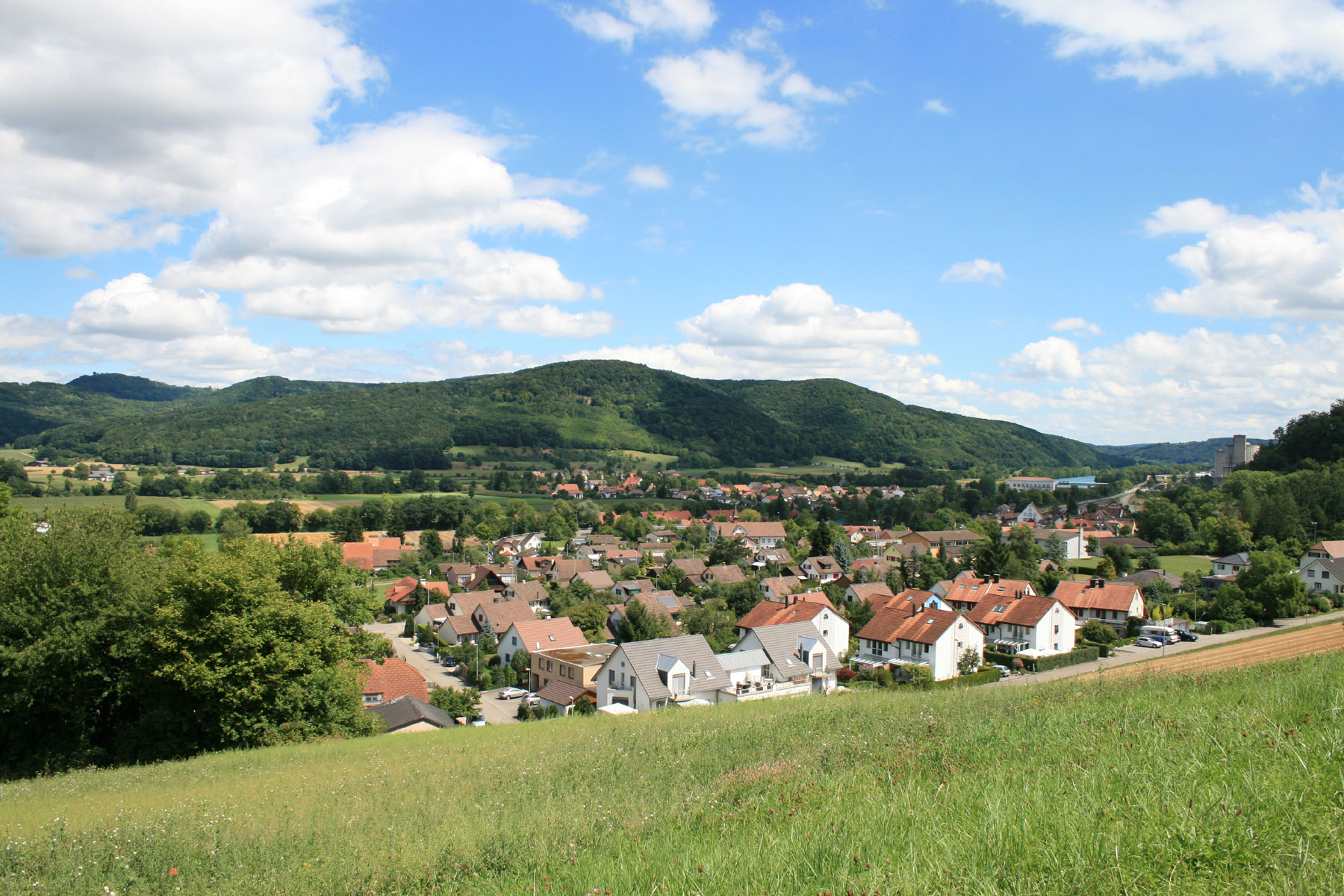
Rekingen

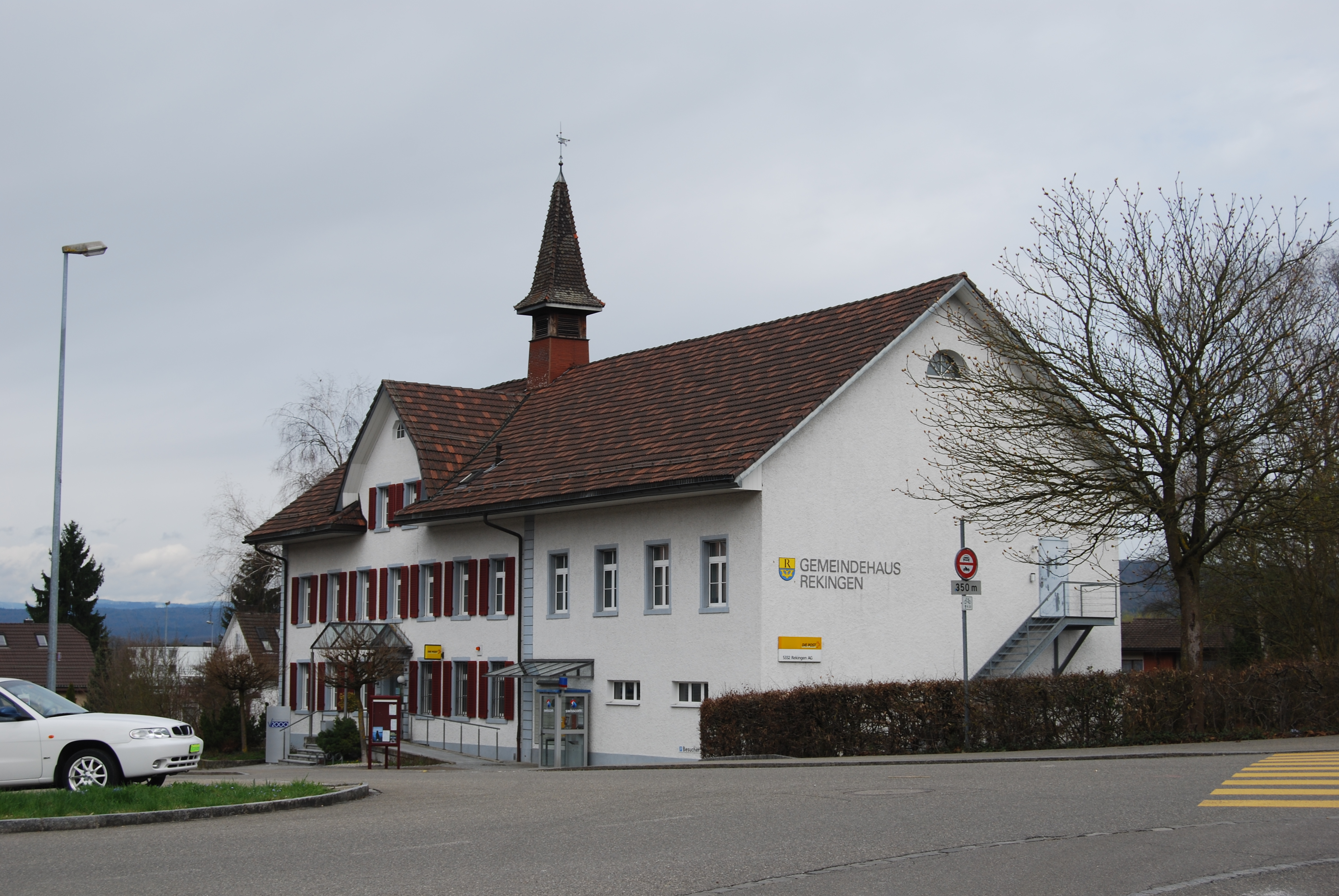
Rekingen